# New York Jets 2025
La stagione 2025 dei New York Jets sarà la 66ª della franchigia, la 56ª nella National Football League e la prima con Aaron Glenn come capo-allenatore.

## Scelte nel Draft 2025
| Scelte dei Jets nel Draft 2025 |        |                                     |                                     |                                     |                           |
| Giro                           | Scelta | Giocatore                           | Ruolo                               | College                             | Note                      |
| 1                              | 7      | Armand Membou                       | OT                                  | Missouri                            |                           |
| 2                              | 42     | Mason Taylor                        | TE                                  | LSU                                 |                           |
| 3                              | 73     | Azareye'h Thomas                    | CB                                  | Florida State                       |                           |
| 3                              | 92     | Scambiata con i Las Vegas Raiders   | Scambiata con i Las Vegas Raiders   | Scambiata con i Las Vegas Raiders   | da Detroit                |
| 4                              | 110    | Arian Smith                         | WR                                  | Georgia                             |                           |
| 4                              | 130    | Malachi Moore                       | S                                   | Alabama                             | da Philadelphia           |
| 5                              | 145    | Scambiata con i Philadelphia Eagles | Scambiata con i Philadelphia Eagles | Scambiata con i Philadelphia Eagles |                           |
| 5                              | 162    | Francisco Mauigoa                   | LB                                  | Miami                               | da LA Rams via Pittsburgh |
| 5                              | 176    | Tyler Baron                         | DE                                  | Miami                               | da Baltimore              |
| 6                              | 186    | Scambiata con i Baltimore Ravens    | Scambiata con i Baltimore Ravens    | Scambiata con i Baltimore Ravens    |                           |
| 6                              | 207    | Scambiata con i Philadelphia Eagles | Scambiata con i Philadelphia Eagles | Scambiata con i Philadelphia Eagles | da Kansas City            |
| 7                              | 225    | Scambiata con i Kansas City Chiefs  | Scambiata con i Kansas City Chiefs  | Scambiata con i Kansas City Chiefs  |                           |

## Staff
| Staff dei New York Jets |
| --- |
| Organi dirigenziali - Proprietario– Woody Johnson - Chairman/CEO – Christopher Johnson - Presidente – Hymie Elhai - Vice presidente esecutivo/COO – Brian Friedman - General manager – Darren Mougey - Direttore senior dell'amministrazione del football – Dave Socie - Direttore del personale professionistico – Jon Carr - Direttore del personale professionistico – Greg Nejmeh - Assistente del direttore del personale professionistico – Kevin Murphy - Assistente del direttore del personale professionistico – Evan Ardoin - Direttore degli osservatori del college – Jay Mandolesi Capo allenatore - Capo-allenatore - Aaron Glenn Altri allenatori - Preparatore atletico – Mike Nicolini - Assistenti p.a. – Aaron McLaurin e Joe Giacobbe Allenatori dell'attacco - Coordinatore offensivo – Tanner Engstrand - Coordinatore gioco sui passaggi – Scott Turner - Quarterback – Charles London - Running back – Nic McKissic-Luke - Wide receiver – Shawn Jefferson - Tight end – Jeff Blasko - Offensive line – Steve Heiden - Assistente attacco – Walter Kusmirek - Assistente attacco – Junior Taylor Allenatori della difesa - Coordinatore difensivo – Steve Wilks - Defensive line – Eric Washington - Linebacker – Aaron Curry - Assistente difesa senior/cornerback – Tony Oden - Defensive back – Chris Harris - Defensive back/nickelback - Nathaniel Willingham - Assistente difesa – Ryan Davis Sr Allenatori dello special team - Coordinatore special team – Chris Banjo - Assistente s.t. – Dan Shamash |

## Roster
| Roster dei New York Jets |
| --- |
| Quarterback - 8 Aaron Rodgers - 2 Tyrod Taylor Running Back - 25 Israel Abanikanda - 0 Braelon Allen - 32 Isaiah Davis - 20 Breece Hall Wide Receiver - 17 Malachi Corley - 82 Xavier Gipson - 10 Allen Lazard - 18 Mike Williams - 5 Garrett Wilson Tight End - 84 Brenden Bates - 83 Tyler Conklin - 89 Jeremy Ruckert - 88 Kenny Yeboah TE Offensive Linemen - 61 Max Mitchell T - 78 Morgan Moses T - 65 Xavier Newman-Johnson C - 71 Wes Schweitzer G - 76 John Simpson G - 66 Joe Tippmann C - 75 Alijah Vera-Tucker G - 67 Carter Warren T Defensive Linemen - 72 Micheal Clemons DE - 11 Jermaine Johnson II DE - 54 Javon Kinlaw DT - 99 Will McDonald IV DE - 91 Braiden McGregor DE - 93 Takkarist McKinley DE - 7 Haason Reddick DE - 96 Leonard Taylor III DT - 94 Solomon Thomas DT - 58 Eric Watts DE - 95 Quinnen Williams DT Linebacker - 44 Jamien Sherwood OLB - 55 Chazz Surratt MLB - 56 Quincy Williams OLB Defensive Back - 22 Tony Adams FS - 29 Jarrick Bernard-Converse CB - 30 Michael Carter II CB - 21 Ashtyn Davis SS - 26 Brandin Echols CB - 23 Isaiah Oliver FS - 4 D.J. Reed CB - 37 Qwan'tez Stiggers CB Special Team - 42 Thomas Hennessy LS - 6 Thomas Morstead P - 9 Greg Zuerlein K Lista delle riserve - 53 Zaire Barnes OLB - 45 Jimmy Ciarlo OLB (IR) - 19 Irvin Charles WR - 36 Chuck Clark SS - 74 Olu Fashanu T - 92 Leki Fotu DT (IR) - 1 Sauce Gardner CB - 11 Jermaine Johnson LB - 35 Jalen Mills S - 57 C.J. Mosley MLB - 34 Kene Nwangwu RB - 87 Marcus Riley WR - 77 Tyron Smith T - 86 Malik Taylor WR (IR) - 3 Jordan Travis QB (NF-Inj.) Roster aggiornato al 29 agosto 2024 53 attivi, 8 inattivi |
| Legenda - I rookie sono in corsivo. - Il primo ruolo è il principale mentre gli eventuali successivi indicano i ruoli secondari. - (IR) sta per Injured Reserve ed indica la lista ristretta per un solo giocatore infortunato che può tornare ad allenarsi dopo la settimana 6 e a rientrare in prima squadra dopo che questa ha giocato 8 partite. - (NF-Inj.) / (NF-Ill.) stanno rispettivamente per Non-Football Injured e Non-Football Illness ed indicano le liste dove viene inserito un giocatore che ha un infortunio o una malattia non dipendente dal football americano. - (PUP) sta per Physically Unable to Perform ed indica la lista dove viene inserito un giocatore mentre è in attesa di recuperare la condizione fisica. Nella stagione regolare dopo la sesta partita giocata dalla propria squadra, il giocatore ha tempo tre settimane per riprendere ad allenarsi, più tre settimane aggiuntive dal suo rientro agli allenamenti per rientrare in prima squadra. |

## Precampionato
Il 14 maggio 2025 furono annunciate le gare del precampionato.
| Precampionato |           |           |                     |           |        |                 |             |         |
| Settimana     | Data      | Ora (ET)  | Avversario          | Risultato | Record | Stadio          | TV          | Sintesi |
| 1             | 9 agosto  | 8:00 p.m. | @ Green Bay Packers | V 30-10   | 1-0    | Lambeau Field   | NFL Network | Sintesi |
| 2             | 16 agosto | 7:00 p.m. | @ New York Giants   | S 12-31   | 1-1    | MetLife Stadium | WCBS (CBS)  | Sintesi |
| 3             | 22 agosto | 7:30 p.m. | Philadelphia Eagles | -         | -      | MetLife Stadium | WCBS (CBS)  | -       |

## Stagione regolare

### Calendario
Il calendario della stagione regolare fu reso noto il 14 maggio 2025.
| Stagione regolare |                    |                    |                            |                    |                    |                                    |                    |                    |
| Settimana         | Data               | Ora (ET)           | Avversario                 | Risultato          | Record             | Stadio                             | TV                 | Sintesi            |
| 1                 | 7 settembre        | 1:00 p.m.          | Pittsburgh Steelers        | -                  | -                  | MetLife Stadium                    | CBS                | -                  |
| 2                 | 14 settembre       | 1:00 p.m.          | Buffalo Bills              | -                  | -                  | MetLife Stadium                    | CBS                | -                  |
| 3                 | 21 settembre       | 1:00 p.m.          | @ Tampa Bay Buccaneers     | -                  | -                  | Raymond James Stadium              | Fox                | -                  |
| 4                 | 29 settembre       | 7:15 p.m.          | @ Miami Dolphins (M)       | -                  | -                  | Hard Rock Stadium                  | ESPN               | -                  |
| 5                 | 5 ottobre          | 1:00 p.m.          | Dallas Cowboys             | -                  | -                  | MetLife Stadium                    | Fox                | -                  |
| 6                 | 12 ottobre         | 9:30 a.m.          | Denver Broncos (I)         | -                  | -                  | Tottenham Hotspur Stadium (Londra) | NFL Network        | -                  |
| 7                 | 19 ottobre         | 1:00 p.m.          | Carolina Panthers          | -                  | -                  | MetLife Stadium                    | Fox                | -                  |
| 8                 | 26 ottobre         | 1:00 p.m.          | @ Cincinnati Bengals       | -                  | -                  | Paycor Stadium                     | CBS                | -                  |
| 9                 | Settimana di pausa | Settimana di pausa | Settimana di pausa         | Settimana di pausa | Settimana di pausa | Settimana di pausa                 | Settimana di pausa | Settimana di pausa |
| 10                | 9 novembre         | 1:00 p.m.          | Cleveland Browns           | -                  | -                  | MetLife Stadium                    | CBS                | -                  |
| 11                | 13 novembre        | 8:15 p.m.          | @ New England Patriots (T) | -                  | -                  | Gillette Stadium                   | Prime Video        | -                  |
| 12                | 23 novembre        | 1:00 p.m.          | @ Baltimore Ravens         | -                  | -                  | M&T Bank Stadium                   | CBS                | -                  |
| 13                | 30 novembre        | 1:00 p.m.          | Atlanta Falcons            | -                  | -                  | MetLife Stadium                    | Fox                | -                  |
| 14                | 7 dicembre         | 1:00 p.m.          | Miami Dolphins             | -                  | -                  | MetLife Stadium                    | CBS                | -                  |
| 15                | 14 dicembre        | 1:00 p.m.          | @ Jacksonville Jaguars     | -                  | -                  | EverBank Stadium                   | CBS                | -                  |
| 16                | 21 dicembre        | 1:00 p.m.          | @ New Orleans Saints       | -                  | -                  | Caesars Superdome                  | CBS                | -                  |
| 17                | 28 dicembre        | 1:00 p.m.          | New England Patriots       | -                  | -                  | MetLife Stadium                    | CBS                | -                  |
| 18                | 3/4 gennaio        | Da def.            | @ Buffalo Bills            | -                  | -                  | Highmark Stadium                   | Da def.            | -                  |

Note:
- Gli avversari della propria division sono in grassetto.
- Il simbolo "@" indica una partita giocata in trasferta.
- (M) indica il Monday Night Football, (T) il Thursday Night Football e (I) una partita delle NFL International Series.
- Dall'undicesimo al diciassettesimo turno si adotta una programmazione flessibile: le partite del Sunday Night Football, del Monday Night Football e del Thursday Night Football sono programmate in via provvisoria e sono eventualmente soggette a modifiche.
- Data e orario della gara del diciottesimo turno saranno stabilite dopo lo svolgimento del diciassettesimo turno.